# Cadence Landini

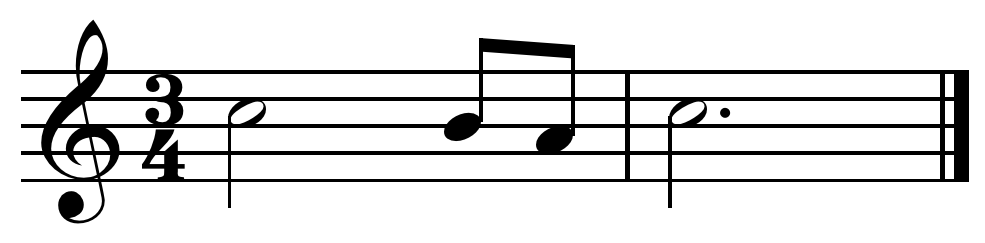
Dans une cadence Landini, le mouvement du ton principal à la tonique est interrompu par la sus-dominante..

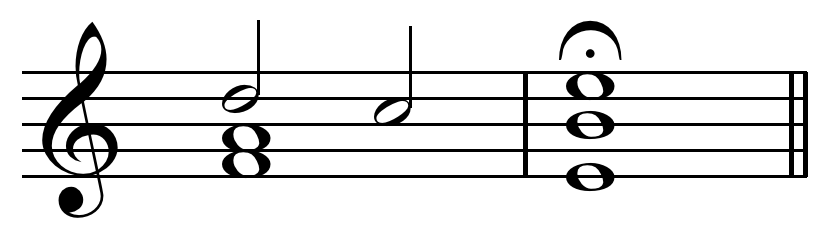
Cadence Landini à trois voix sur mi.)

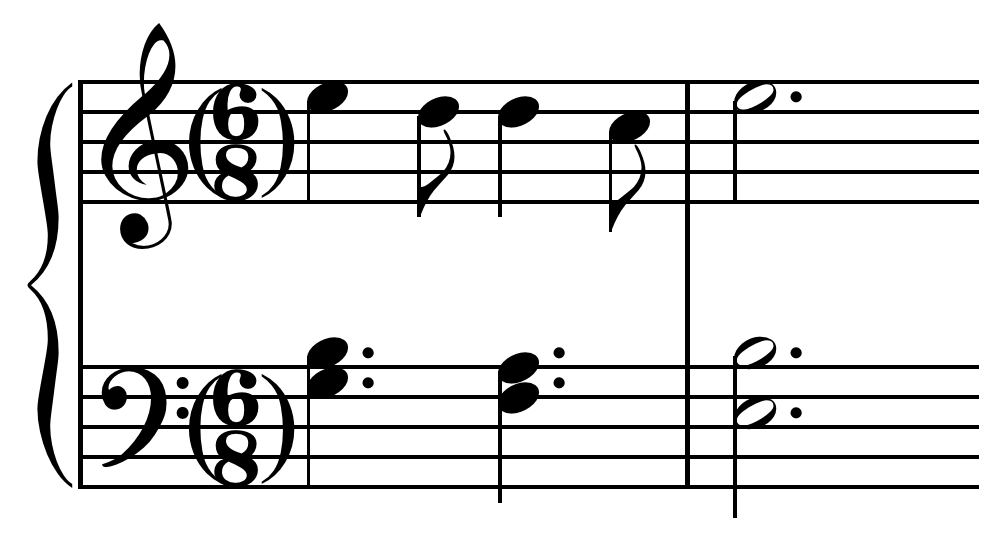
Cadence de Landini sur mi, caractérisée par un mouvement contraire dans les voix extérieures et un motif mélodique caractéristique dans la voix supérieure.

Une cadence Landini (ou sixte Landini) est un type de cadence, une technique de composition musicale, nommée d'après Francesco Landini (1325-1397), un organiste et compositeur florentin aveugle, en l'honneur de son utilisation intensive de la technique. La technique a été largement utilisée au 14e et au début du 15e siècle.
Dans une cadence médiévale typique, une sixte majeure se transforme en octave en ouvrant la sixte (la note supérieure monte d'une note et la note inférieure descend d'une note). Dans la version de Landini, la voix supérieure réduit brièvement l'intervalle à une quinte juste avant l'octave.
Landini n'a pas été le premier à utiliser cette cadence (Gherardello da Firenze semble être le premier dont les œuvres ont survécu), et n'a pas été le dernier : la cadence est encore en usage jusqu'au XVe siècle, apparaissant particulièrement fréquemment dans les chansons de Gilles Binchois et dans la musique de Johannes Wreede. Cependant, Landini semble avoir été le premier à l'utiliser de manière cohérente. Le terme est inventé à la fin du XIXe siècle par l'écrivain allemand A.G. Ritter, dans son Zur Geschichte des Orgelspiels (Leipzig, 1884).